# 傑西·普茲
傑西·普茲（荷蘭語：Jesse Puts，荷蘭語發音：[ˈjɛsə pʏts]，1994年8月1日—）是一名荷蘭游泳運動員，曾獲得2016年世界短道游泳錦標賽男子50公尺自由式金牌。他也是男子50公尺自由式長水道（與彼得·范登·霍根班德並列）和短水道荷蘭全國紀錄保持者。

## 個人紀錄
| 項目         | 成績  | 賽事         |
| 50公尺自由式 | 22.03 | 蘇格蘭錦標賽 |

| 項目         | 成績  | 賽事       |
| 50公尺自由式 | 21.05 | 荷蘭錦標賽 |